# Belstead Hall
Belstead Hall is een buurtschap in het Engelse graafschap Essex. Belstead Hall komt in het Domesday Book (1086) voor als 'Belesteda'. Indertijd telde het dorp 5 huishoudens.